# Oros Arakynthos Kai Stena Kleisouras
Oros Arakynthos Kai Stena Kleisouras este o arie protejată (arie specială de conservare — SAC, sit de importanță comunitară — SCI) din Grecia întinsă pe o suprafață de 13.303,06 ha, integral pe uscat.

## Localizare
Centrul sitului Oros Arakynthos Kai Stena Kleisouras este situat la coordonatele 38°27′36″N 21°27′19″E / 38.45991°N 21.455178°E.

## Înființare
Situl Oros Arakynthos Kai Stena Kleisouras a fost declarat sit de importanță comunitară în octombrie 1999 pentru a proteja 1 specie de plante și 4 specii de animale. Situl a fost protejat și ca arie specială de conservare în martie 2011.

## Biodiversitate
Situată în ecoregiunea mediteraneană, aria protejată conține 10 habitate naturale: Râuri mediteraneene cu debit intermitent, cu specii de Paspalo-Agrostidion, Matorral arborescenți cu Juniperus spp., Tufărișuri termo-mediteraneene și de pre-deșert, Sarcopoterium spinosum phryganas, Pante stâncoase calcaroase cu vegetație casmofită, Păduri panonice-balcanice de stejar turcesc - stejar sesil, Păduri de Castanea sativa, Păduri de Platanus orientalis și Liquidambar orientalis (Platanion orientalis), Păduri de Quercus ilex și Quercus rotundifolia, Păduri de pin mediteraneene cu pini mezogeni endemici.
La baza desemnării sitului se află mai multe specii protejate:
- plante (1): Centaurea niederi
- amfibieni (1): izvoraș-cu-burta-galbenă (Bombina variegata)
- mamifere (2): lupul (Canis lupus), vidră de râu (Lutra lutra)
- reptile (1): Mauremys rivulata

Pe lângă speciile protejate, pe teritoriul sitului au mai fost identificate 7 specii de amfibieni, 2 specii de mamifere, 9 specii de reptile.